# Coupe du Président/Coupe de Corée
La Coupe du Président puis la Coupe de Corée était un tournoi amical de football, tenu annuellement en Corée du Sud entre 1971 et 1999. La coupe, organisée par la Fédération de Corée du Sud de football (KFA), était disputée entre la Corée du Sud et des équipes invitées (clubs et sélections nationales).
La coupe a été créée pour entraîner la sélection sud-coréenne et développer le football asiatique en Corée du Sud. Ce tournoi s'appelait de 1971 à 1993 Tournoi/Coupe du président, le nom changea en 1995 pour l’appellation de Coupe de Corée.
Cette compétition s'arrêta en 1999, date de la dernière édition.

## Palmarès
| Année        |                                                       | Finale                                                | Finale                                                | Finale                                                |                                                       | Match pour la troisième place                         | Match pour la troisième place                         | Match pour la troisième place |
| Année        | Vainqueur                                             | Score                                                 | Finaliste                                             | 3e place                                              | Score                                                 | 4e place                                              |                                                       |                               |
| ------------ | ----------------------------------------------------- | ----------------------------------------------------- | ----------------------------------------------------- | ----------------------------------------------------- | ----------------------------------------------------- | ----------------------------------------------------- | ----------------------------------------------------- | ----------------------------- |
| 1971 Détails | Corée du Sud Birmanie                                 | 0 – 0 AP                                              |                                                       | Indonésie                                             | 4 – 2                                                 | Malaisie                                              |                                                       |                               |
| 1972 Détails | Birmanie                                              | 3 – 1                                                 | Indonésie                                             | Corée du Sud                                          | 1 – 0                                                 | Malaisie                                              |                                                       |                               |
| 1973 Détails | Birmanie Cambodge                                     | 0 – 0 AP                                              |                                                       | Corée du Sud                                          | 2 – 0                                                 | Malaisie                                              |                                                       |                               |
| 1974 Détails | Corée du Sud                                          | 7 – 1                                                 | PSMS Medan                                            | Birmanie                                              | 6 – 0                                                 | Cambodge                                              |                                                       |                               |
| 1975 Détails | Corée du Sud                                          | 1 – 0                                                 | Birmanie                                              | Homa FC                                               | 3 – 0                                                 | Japon B                                               |                                                       |                               |
| 1976 Détails | Corée du Sud São Paulo U-21                           | 0 – 0                                                 |                                                       | Corée du Sud B                                        | 1 – 0                                                 | Nouvelle-Zélande                                      |                                                       |                               |
| 1977 Détails | São Paulo U-21                                        | 1 – 0                                                 | Corée du Sud                                          | Malaisie Thaïlande                                    | 1 – 1                                                 |                                                       |                                                       |                               |
| 1978 Détails | Corée du Sud                                          | 6 – 2                                                 | Washington Diplomats                                  | Corée du Sud B                                        | 2 – 1                                                 | FAR Rabat                                             |                                                       |                               |
| 1979 Détails | Vitória FC                                            | 2 – 1 AP                                              | Corée du Sud                                          | Bahreïn                                               | 1 – 0                                                 | Corée du Sud B                                        |                                                       |                               |
| 1980 Détails | Corée du Sud                                          | 2 – 0                                                 | Indonésie                                             | Corée du Sud B                                        | [ 3 ]                                                 | Thaïlande                                             |                                                       |                               |
| 1981 Détails | Corée du Sud Racing Córdoba                           | 2 – 2                                                 |                                                       | Vitória FC                                            | 1 – 0                                                 | Danubio FC                                            |                                                       |                               |
| 1982 Détails | Corée du Sud Operário FC                              | 0 – 0                                                 |                                                       | PSV Eindhoven                                         | 5 – 0                                                 | Hallelujah FC                                         |                                                       |                               |
| 1983 Détails | PSV Eindhoven                                         | 3 – 2                                                 | Corée du Sud                                          | Ghana                                                 | 5 – 0                                                 | États-Unis olympique                                  |                                                       |                               |
| 1984 Détails | Bangu AC                                              | 2 – 1                                                 | Hallelujah FC                                         | Corée du Sud                                          | 2 – 1                                                 | Bayer Leverkusen                                      |                                                       |                               |
| 1985 Détails | Corée du Sud                                          | 1 – 0                                                 | Corée du Sud olympique                                | Bangu AC                                              | 1 – 1 AP (4 – 3) TAB                                  | Irak B                                                |                                                       |                               |
| 1986         | Non tenue à cause des Jeux asiatiques de 1986 à Séoul | Non tenue à cause des Jeux asiatiques de 1986 à Séoul | Non tenue à cause des Jeux asiatiques de 1986 à Séoul | Non tenue à cause des Jeux asiatiques de 1986 à Séoul | Non tenue à cause des Jeux asiatiques de 1986 à Séoul | Non tenue à cause des Jeux asiatiques de 1986 à Séoul | Non tenue à cause des Jeux asiatiques de 1986 à Séoul |                               |
| 1987 Détails | Corée du Sud                                          | 0 – 0 AP (5 – 4) TAB                                  | Australie                                             | Corée du Sud B Égypte                                 | [ 4 ]                                                 |                                                       |                                                       |                               |
| 1988 Détails | Ligue tchécoslovaque XI                               | 2 – 1                                                 | Union soviétique B                                    | Corée du Sud                                          | 3 – 2                                                 | Iwuanyanwu Nationale                                  |                                                       |                               |
| 1989 Détails | Ligue tchécoslovaque XI                               | [ 3 ]                                                 | Brøndby IF                                            | Corée du Sud                                          | [ 3 ]                                                 | SL Benfica                                            |                                                       |                               |
| 1991 Détails | Corée du Sud                                          | 2 – 0                                                 | Égypte                                                | Australie Union soviétique B                          | [ 4 ]                                                 |                                                       |                                                       |                               |
| 1993 Détails | Égypte                                                | 1 – 0                                                 | Corée du Sud                                          | Ligue tchèque XI Ligue roumaine XI                    | [ 4 ]                                                 |                                                       |                                                       |                               |
| 1995 Détails | Équateur                                              | 1 – 0                                                 | Zambie                                                | Corée du Sud Costa Rica                               | [ 4 ]                                                 |                                                       |                                                       |                               |
| 1997 Détails | Corée du Sud                                          | [ 3 ]                                                 | RF Yougoslavie                                        | Égypte                                                | [ 3 ]                                                 | Ghana                                                 |                                                       |                               |
| 1999 Détails | Croatie                                               | [ 3 ]                                                 | Mexique                                               | Corée du Sud                                          | [ 3 ]                                                 | Égypte                                                |                                                       |                               |